# Artur Liebig
Artur Liebig (auch Arthur; * 2. September 1921 in Elbing; † 12. Dezember 2016 in Weimar) war ein deutscher Gebrauchsgrafiker und Buchgestalter.

## Leben und Werk
Liebig absolvierte von 1936 bis 1939 eine Lehre als Maler. Er wurde danach zum Reichsarbeitsdienst und zur Wehrmacht eingezogen und nahm am Zweiten Weltkrieg teil. Aus der Kriegsgefangenschaft ging er in die Sowjetische Besatzungszone. Er studierte ab 1946 an der Staatlichen Hochschule für Baukunst und Bildende Künste Weimar drei Semester Angewandte Malerei bei Felix Jacob und dann bis 1951 Gebrauchsgraphik bei Albert Kapr. Als Studentenarbeit schuf er 1950 acht Lithografien (42 × 30 cm) zu Guy de Maupassants Roman Der Favorit. Nach dem Diplom als Gebrauchsgrafiker war Liebig an der Schule von 1951 bis 1955 Assistent und von 1955 bis 1957 Lehrbeauftragter für Grundlagen der Schriftgestaltung und Farblehre. Daneben war er von 1955 bis 1958 für den Gustav-Kiepenheuer-Verlag Weimar/Leipzig als Grafiker tätig, vor allem beratend und als Typograf, Buchgestalter und Gestalter von Prospekten für die Leipziger Buchmesse. Diese Tätigkeit hatten ihm Noa Kiepenheuer und Friedrich Minckwitz angetragen.
Ab 1958 arbeitete Liebig in Weimar freischaffend als Gebrauchsgrafiker und Illustrator. Bedeutung erlangt er vor als Buchgestalter, vor allem für Kiepenheuer, aber u. a. auch für die Evangelische Verlagsanstalt, für die er z. B. 1961 den Umschlag des Christlichen Hauskalenders gestaltete. Als sein wichtigstes Buch betrachtete Liebig Sri Lanka. 2500 Jahre Reisen nach Ceylon (Hrsg. Heinz Mode; Kiepenheuer, 1977). Das Buch war für den Wettbewerb Schönste Bücher der DDR favorisiert, wurde aber aus vordergründig ideologischen Gründen zu Gunsten eines politischen Buches zurückgezogen.
Zu Liebigs Gestaltung von Scotts Die Braut von Lammermoor für Kiepenheuer ist zu lesen: „ein vollendet gestalteter Buchkörper, der das einem guten Gebrauchsgrafiker eigene Einfühlungsvermögen für die jeweilige Aufgabe verrät.“ Liebig entwarf auch Plakate, Signets und weitere gebrauchsgrafische Arbeiten. Zu den von ihm entworfenen Speisekarten für das Hotelrestaurant „Thüringen“ des Interhotels Panorama Oberhof (mit dem Typografen Hans-Jürgen Keßler) und das Hotel Elephant in Weimar hieß es: „Seine Entwürfe sind locker, beinahe spielerisch aufgefasst. Die Grundkonzeption für Liebigs Arbeit ist die Betonung des Emotionellen mit Mitteln, die mehr den sogenannten freien Künsten verwandt sind.“
Liebig betätigte sich auch als Ausstellungsgestalter, so 1961 bei der Neugestaltung des heutigen Goethe-Nationalmuseums Weimar.
Er war bis 1990 Mitglied des Verbands Bildender Künstler der DDR.
Liebig war mit Erika Liebig (1923–2018) verheiratet und wurde auf dem Hauptfriedhof Weimar beigesetzt.

## Museen und öffentliche Sammlungen mit Werken Liebigs (mutmaßlich unvollständig)
- Berlin: Deutsches Historisches Museum
- Eisenhüttenstadt: Museum Utopie und Alltag
- Weimar: Stadtmuseum

## Werke (Auswahl)

### Weitere von Liebig gestaltete Bücher (unvollständig)
- Johanna Margarete Kellner: Unter dem Schutz der Hathor. Ägyptische Märchen und Hymnen. Kiepenheuer, 1954 (erste Arbeit für den Verlag)
- Jutta Hecker: Die Altenburg. Geschichte eines Hauses. Kiepenheuer, 1958
- Izaak Walton: Der vollkommene Angler oder Eines nachdenklichen Mannes Erholung. Kiepenheuer, 1958
- Noa Kiepenheuer und Friedrich Minckwitz (Hrsg.): Die Welt des Alters. Briefe, Reden, Betrachtungen und Erzählungen deutscher Dichter und Denker des XVIII. und XIX. Jahrhunderts. Kiepenheuer, 1963
- Iwan Turgenjew: Rauch. Kiepenheuer, 1964
- Sigmund von Herberstein: Moscovia. Kiepenheuer, 1975
- Gustave Flaubert: Die Sage von Sankt Julian dem Gastfreien. Kiepenheuer, 1976 (fotomechanischer Nachdruck der Graphischen Bücher 1. Band des Verlags von 1918 mit Lithografien von Max Kaus)
- E.T.A. Hoffmann: Die Königsbraut. Kiepenheuer, 1979 (fotomechanischer Nachdruck der Graphischen Bücher 4. Band des Verlags von 1920 mit Illustrationen von Walter Becker)
- Honoré de Balzac: Jesus Christus in Flandern. Kiepenheuer, 1984 (fotomechanischer Nachdruck der Graphischen Bücher 6. Band des Verlags von 1921 mit 12 Holzschnitten von Karl Rössing)
- ... und war auch in Frau Venus’ Berg geraten. Sagen aus der alten Landgrafschaft Thüringen. Neu erzählt von Manfred Lemmer. Schriften der Wartburg-Stiftung Eisenach, Heft 7; Druckerei Möbius, Artern; 1992

### Kunstwissenschaftliche Publikation
- Gottlieb Christian Bernhard Heller und seine Musterbücher in der Universitätsbibliothek Jena. Universitätsbibliothek Jena, 1988; ISBN 978-3-91001-402-2 (mit Irmgard Kratzsch)

## Ausstellungen (unvollständig)

### Teilnahme an zentralen und wichtigen regionalen Ausstellungen in der DDR
- 1972 bis 1988: Dresden, VII. bis X. Kunstausstellung der DDR
- 1975, 1979 und 1984: Erfurt, Bezirkskunstausstellungen
- 1979: Erfurt, Kunstausstellung Spektrum (Bildende Künstler an der Hochschule für Baukunst und bildende Künste Weimar)

### Postume Ausstellung
2022: Berlin, Werkbundarchiv-Museum der Dinge („Alltag formen! Bauhaus Modernismus in der DDR“)